# Paul Hermann (botanicus)

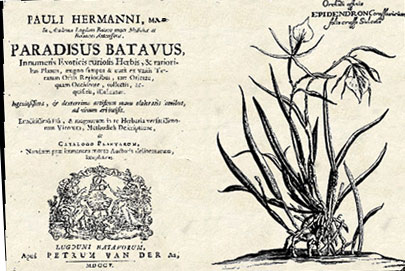
Paradisus Batavus van Paul Hermann, postuum gedrukt in 1698

Paul Hermann (Halle, 30 juni 1646 – Leiden, 29 januari 1695) was een Duitse medicus en botanicus.
Hij zeilde in 1672 voor de Vereenigde Oostindische Compagnie naar Ceylon, het huidige Sri Lanka, en zou daar de werknemers genezen van dysenterie, malaria en pokken. Zijn verzamelde planten werden ook bestudeerd door andere Europese wetenschappers, zoals Johannes Burman (1706–1779), de Nederlandse hoogleraar in de plantkunde die met Carl Linnaeus correspondeerde. In 1677 keerde Hermann terug naar Nederland, en in 1679 aanvaardde hij een hoogleraarschap aan de Universiteit van Leiden, waar hij de laatste vijftien jaar van zijn leven de beroemde Hortus botanicus Leiden leidde. In 1717 werd zijn herbarium als Musaeum Zeylanicum geopend. Linnaeus verwees in zijn Flora Zeylanica (1747) naar Hermanns vondsten.
Hermanns boek Paradisus Batavus werd drie jaar na zijn dood uitgegeven door cartograaf en drukker Pieter van der Aa. In dit boek werd voor het eerst de kweekmethode van een orchidee (Brassavola nodosa) uitgelegd. Het verhaal wil dat de Duitse botanicus Heinrich Gustav Reichenbach vervolgens het orchideeëngeslacht Aa vernoemde naar Van der Aa omdat deze het boek van Hermann had uitgegeven. Deze toeschrijving staat echter ter discussie. Reichenbach kan dit geslacht evengoed Aa hebben genoemd opdat het steeds bovenaan zou staan op alfabetische lijsten.
- Bibliothèque nationale de France: cb14328824s (data)
- Author citation (botany): Herm.
- Gemeinsame Normdatei: 137055781
- International Standard Name Identifier: 0000 0001 0867 7284
- Library of Congress Control Number: n78095720
- Mathematics Genealogy Project: 128369
- Nationale Bibliotheek van Tsjechië: nlk20020104325
- Nationale Bibliotheek van Polen: a0000003376975
- Nederlandse Thesaurus van Auteursnamen: 067722474
- RKD-Nederlands Instituut voor Kunstgeschiedenis: 435628
- Istituto Centrale per il Catalogo Unico: CFIV164042
- SNAC: w6pm5nkm
- Système universitaire de documentation: 12281763X
- Virtual International Authority File: 7727004
- WorldCat: E39PBJgRPwYrmJDMmdfpBpV9jC